# Tamás Deutsch
Tamás Deutsch (Budapest, 4 dicembre 1969) è un ex nuotatore ungherese.
Specializzato nel dorso, ha partecipato a tre edizioni delle Olimpiadi a partire da Seoul 1988.

## Palmarès
- Mondiali

Roma 1994: bronzo nei 100 m dorso e nella 4 × 100 m misti.
- Mondiali in vasca corta

Rio de Janeiro 1995: bronzo nei 200 m dorso.
- Europei

Atene 1991: bronzo nella 4 × 100 m misti.
Sheffield 1993: argento nella 4 × 100 m misti.
Vienna 1995: argento nella 4 × 100 m misti.
- Europei giovanili

Ginevra 1985: oro nei 200 m dorso e argento nei 100 m dorso.